# Passiflora edmundoi
Passiflora edmundoi är en passionsblomsväxtart som beskrevs av Sacco. Passiflora edmundoi ingår i släktet passionsblommor, och familjen passionsblomsväxter. Inga underarter finns listade i Catalogue of Life.

## Bildgalleri

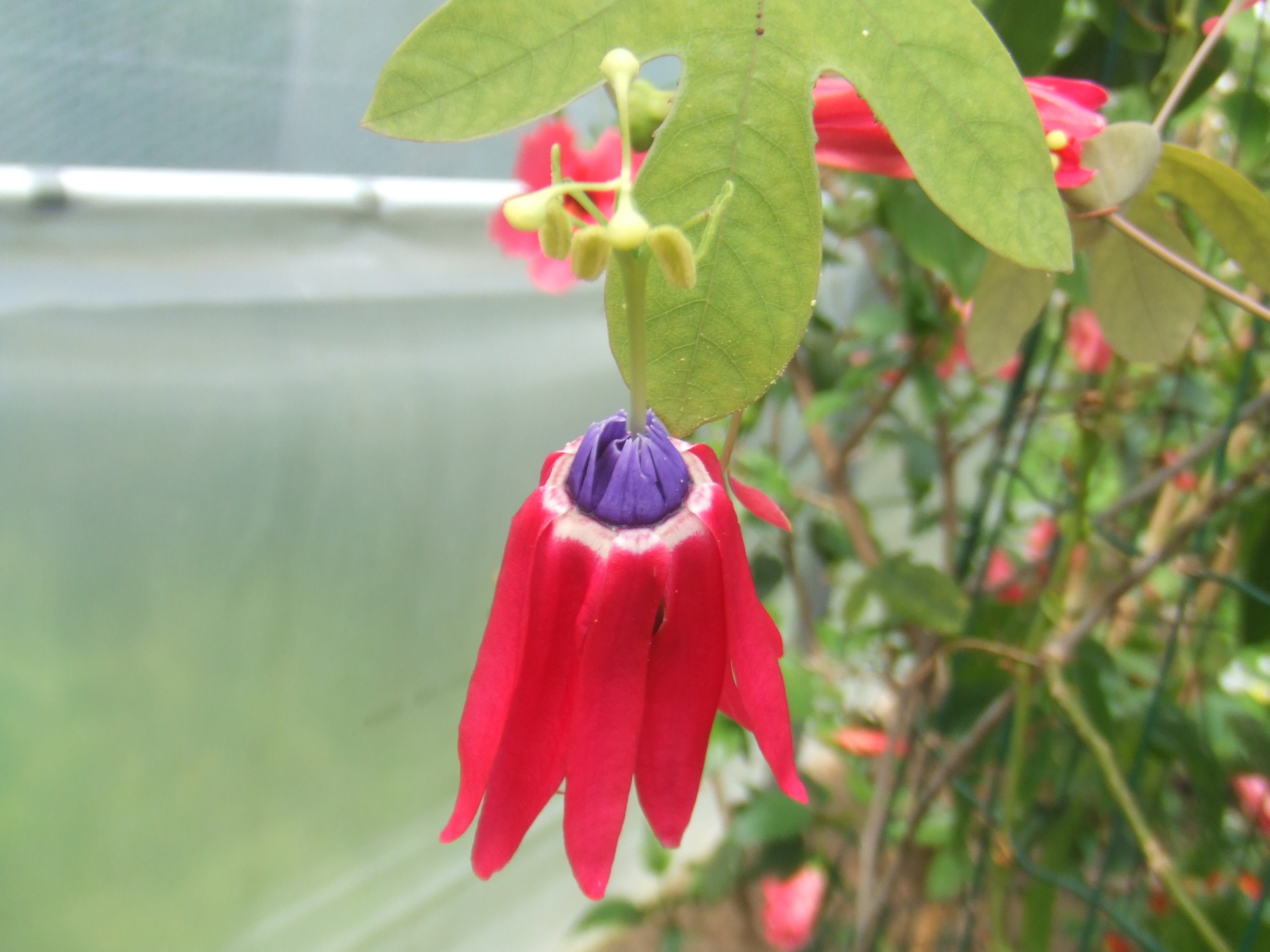
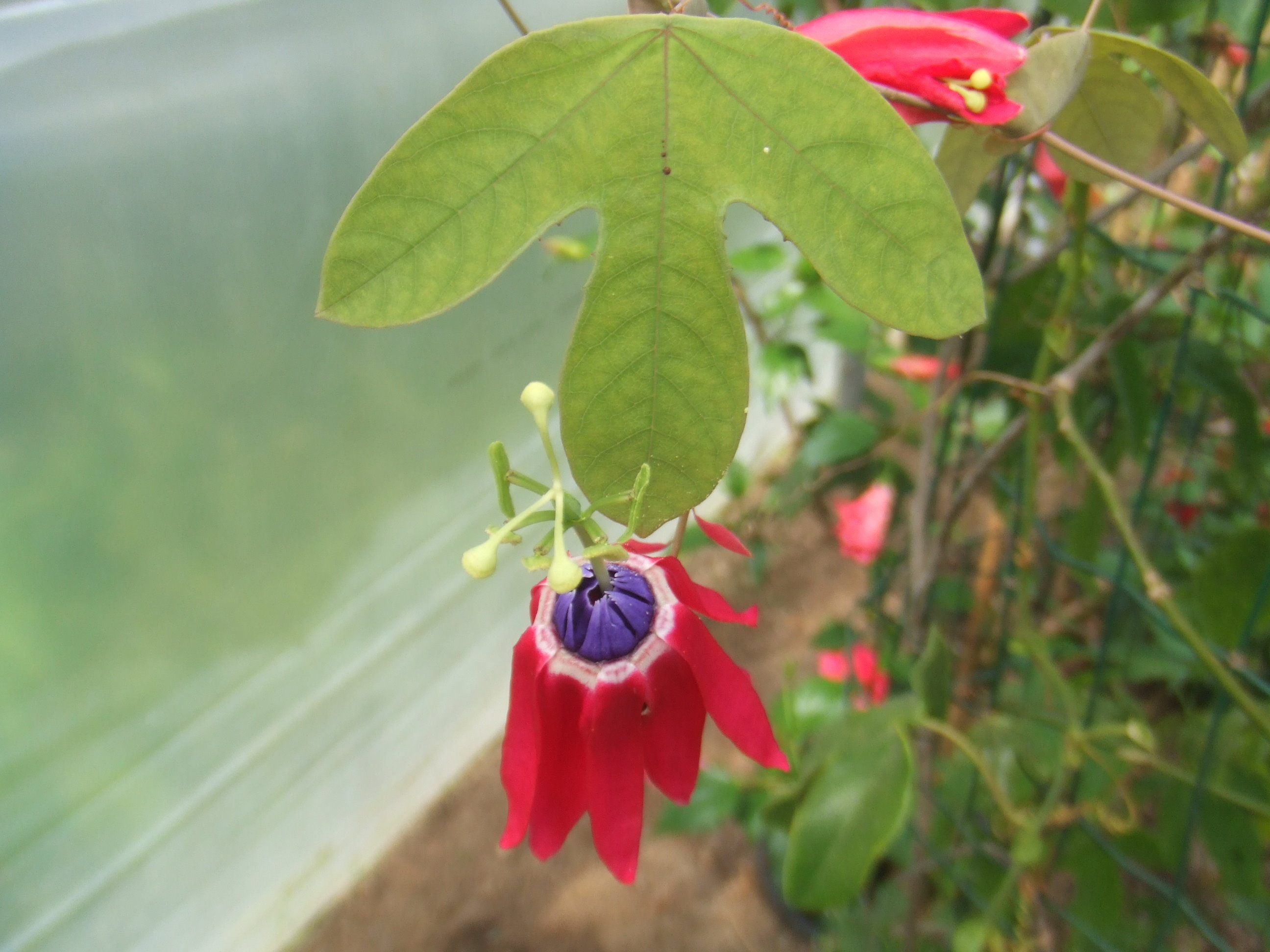
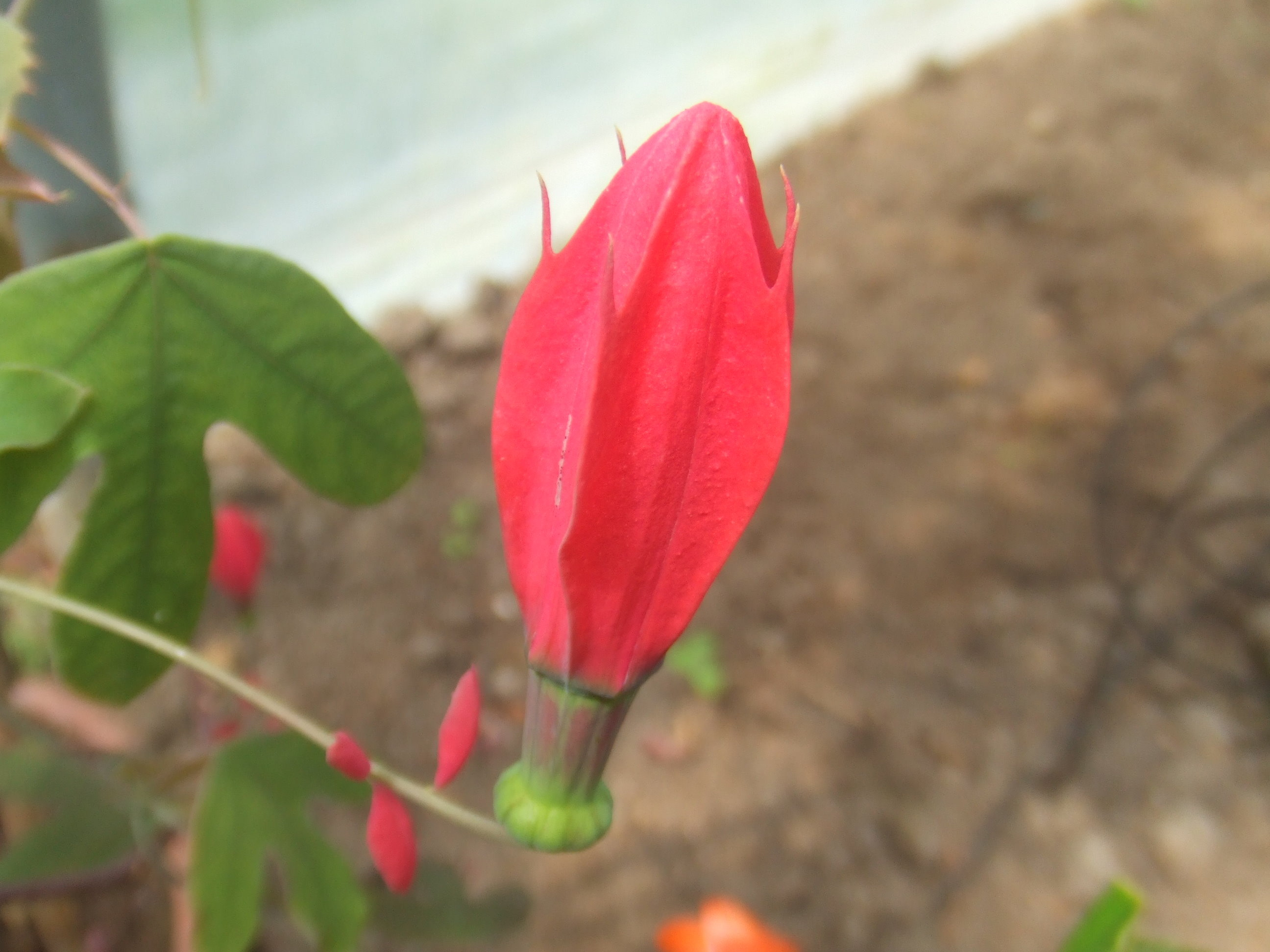
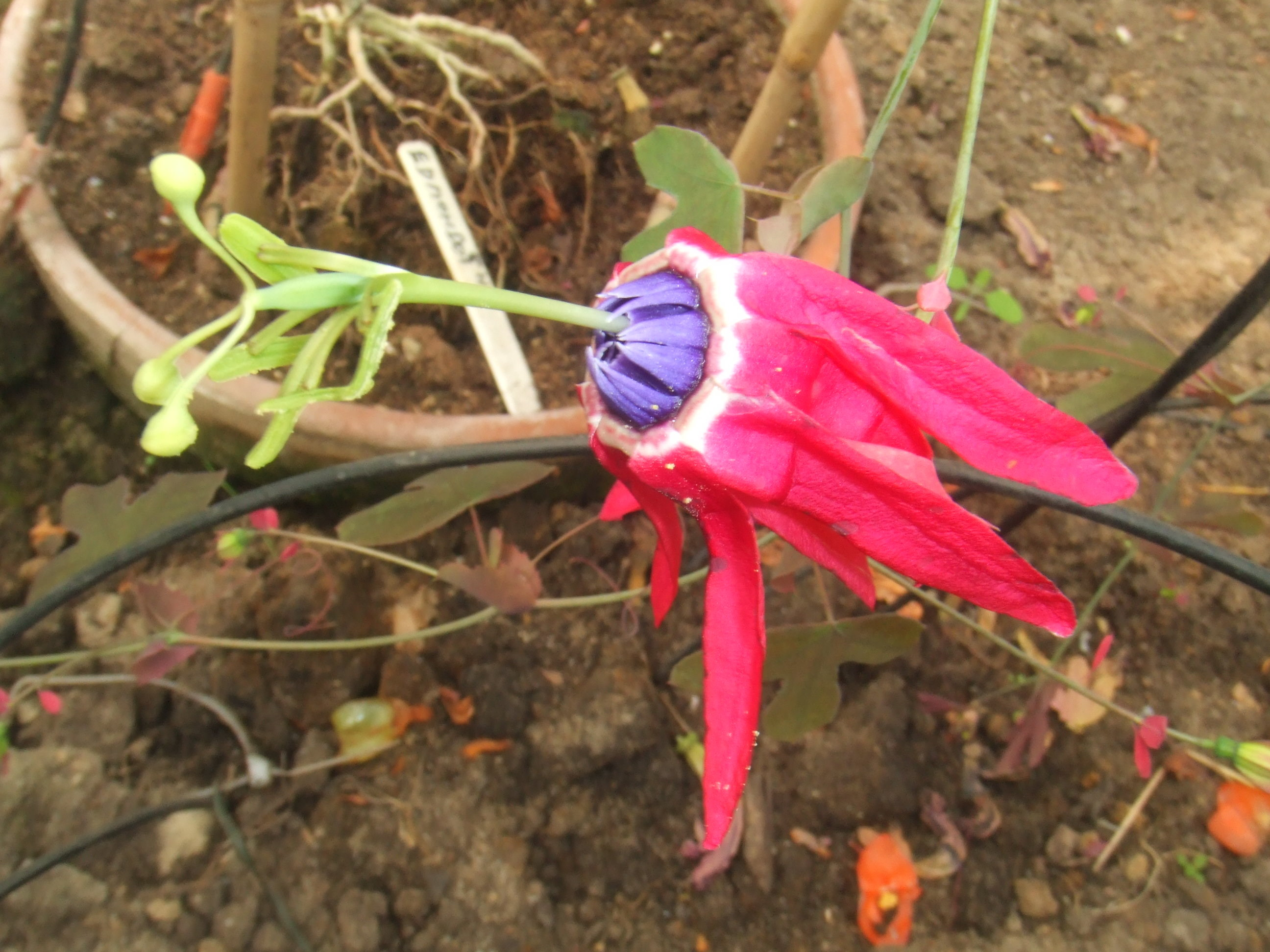